# Werner Schroeter
Werner Schroeter (Georgenthal, Turíngia, 7 d'abril de 1945 − Kassel, 12 d'abril de 2010) va ser un director de cinema, òpera i teatre de nacionalitat alemanya part de l'anomenat Nou Cinema Alemany.

## Biografia
Schroeter va néixer el 1945 i es crià a les ciutats de Bielefeld i Heidelberg. El seu pare era enginyer. A l'edat de cinc anys va expressar per primer cop el desig d'esdevenir director de cinema. L'experiència que el dugué a interessar-se per l'òpera va ser una radiotransmissió d'una ària d'òpera de Maria Callas. Schroeter va idolatrar Callas durant tota la seva vida, com posa de manifest a les entrevistes del llibre Botin zwischen Gott und den Menschen. Després de la selectivitat (Abitur) a Heidelberg, va estudiar durant tres semestres la carrera de psicologia a la Universitat de Mannheim treballant simultàniament de periodista. A finals de la dècada del 1960 va començar a produir pel·lícules experimentals en format de 8mm i 16mm. Alguns dels seus primers curts estan dedicats a Maria Callas. Després de poques setmanes estudiant a la Hochschule für Fernsehen und Film München va deixar la carrera. El primer èxit de Schroedter fou el film experimental de dues hores Eika Katappa, presentat a la Setmana Internacional del Cinema de Mannheim de 1969, on rebé el Premi Josef von Sternberg.
Des de 1972 el director ha realitzat produccions de teatre i òpera tant a les ciutats alemanyes de Berlín, Bochum, Hamburg, Düsseldorf, o Bonn com a París, Brasil i Itàlia. Schroeter és considerat part de la generació de cineastes de la postguerra alemanya, o Nou Cinema Alemany, juntament amb Alexander Kluge, Rainer Werner Fassbinder, Wim Wenders, Werner Herzog o Volker Schlöndorff. Amb l'obra Palermo oder Wolfsburg va guanyar l'Os d'Or a la Berlinale de 1980. Així mateix, Schroeter també ha fet de productor, guionista, cameraman i actor en nombroses pel·lícules. Entre els seus col·laboradors cal destacar Magdalena Montezuma, Isabelle Huppert, Paulo Branco, Elfi Mikesch, Juliane Lorenz i Digne Meller-Marcoviz. Schroeter, que sempre ha estat obert sobre la seva homosexualitat, va tenir una relació amb Rosa von Prauheim.
L'any 1972 va participar en la Documenta 5 de Kassel a la secció Filmschau: Anderes Kino amb la pel·lícula Der Tod der Maria Malibran. El 2008 fou convidat per la seva pel·lícula Nuit de chien a la 65a edició del Festival Internacional de Cinema de Venècia. El drama és una adaptació de l'obra de Juan Carlos Onetti Para esta noche, amb els actors Pascal Greggory, Amira Casar, Elsa Zylberstein i Nathalie Delon en els papers principals. Schroeter va rebre el Premi Especial del Jurat per la seva obra “innovadora, sense compromisos i sovint provocadora”.
El 2010 Schroeter va rebre a la Berlinale el Teddy Award al cinema gai per haver estat un “radical experimentador i gran outsider del Nou Cinema Alemany. A meitats de març del mateix any va rebre el premi Friedrich Wilhelm Murnau a Bielefeld. El mateix any morí de complicacions del càncer que patia a una clínica de Kassel.

## Obra

### Filmografia
| - 1967: Verona - 1968: Aggressionen - 1968: Callas Walking Lucia - 1968: Callas-Text mit Doppelbeleuchtung - 1968: Faces - 1968: Grotesk – Burlesk – Pittoresk - 1968: Himmel hoch - 1968: La morte d'Isotta - 1968: Maria Callas Porträt - 1968: Mona Lisa - 1968: Paula – Je reviens - 1968: Übungen mit Darstellern - 1968: Virginia’s Death - 1969: Argila - 1969: Eika Katappa. Eine Kollage aus Spielszenen und Musik - 1969: Neurasia - 1969: Nicaragua - 1970: Anglia - 1970: Der Bomberpilot - 1971: Macbeth - 1971: Salome | - 1972: Der Tod der Maria Malibran - 1973: Willow Springs - 1975: Der schwarze Engel - 1975: Johannas Traum - 1976: Goldflocken - 1978: Neapolitanische Geschwister / Regno di Napoli - 1980: Palermo oder Wolfsburg - 1980: Die Generalprobe - 1980: Weiße Reise - 1981: Tag der Idioten - 1982: Liebeskonzil - 1983: Der lachende Stern - 1986: Auf der Suche nach der Sonne - 1986: Der Rosenkönig - 1986: Zum Beispiel Argentinien - 1991: Malina - 1996: Poussières d'amour – Abfallprodukte der Liebe - 2000: Die Königin – Marianne Hoppe - 2002: Deux - 2008: Diese Nacht |

### Fotografia
A principis de 2009 varen ser presentades per primer cop les fotografies de Werner Schroeter sota el títol autrefois et toujours a Múnic. Des de 1973 el director ha documentat la seva feina i els seus col·laboradors i amics, com Magdalena Montezuma, Christine Kaufmann i Antonio Orlando. L'exposició inclou obres fetes amb Polaroid, Minox i càmeres d'un sol ús ampliades sense recurs a la manipulació digital.

## Premis i nominacions

### Premis
- 1980. Os d'Or per Palermo oder Wolfsburg

### Nominacions
- 1982. Palma d'Or per Tag der Idioten
- 1991. Palma d'Or per Malina
- 2008. Lleó d'Or per Nuit de chien